# George Dowty
Sir George Herbert Dowty (27 mars 1901 – 2 décembre 1975) est un inventeur et industriel anglais.

## Jeunesse
George Dowty naît à Pershore dans le Worcestershire (Royaume-Uni) en 1901.
À l'âge de 12 ans, à la suite de la perte de son œil droit lors d'un accident de feu d'artifice, il est envoyé à la Royal Grammar School de Worcester.
Il quitte l'école en 1916 pour travailler comme apprenti à l'usine Heenan & de Froude à Worcester. Il déménage ensuite à Cheltenham et devient dessinateur pour cette même société. En 1918 George rejoint  la British Aerial Transport à Londres comme dessinateur, avant de travailler pour le bureau d'études de l'A. V. Roe & Company à Hamble près de Southampton. À partir de 1924, il travaille à la conception de trains d'atterrissage pour la Gloster Aircraft Company.

## Les équipements aéronautiques
En 1931, il crée la société Aircraft Components Ltd à Cheltenham.
En 1935, l'entreprise Aircraft Industries Corporation Ltd est enregistrée et fabrique des équipements aéronautiques : à cette fin, il loue une usine et achète le manoir d'Arle Court à Cheltenham. Dowty y met au point la première roue d'avion à suspension interne (utilisée sur le Gloster Gladiator). En 1940, quand la Seconde Guerre mondiale éclate, l'entreprise prend le nom de Dowty Equipment Ltd et produit des systèmes hydrauliques pour les avions britanniques, canadiens et américains. Plus tard, l'entreprise équipera notamment le Concorde.

## Le ralentisseur Dowty
Dowty a également inventé le "ralentisseur Dowty " ou frein de voie utilisé dans les gares de triage. C'est un dispositif hydraulique qui régule la vitesse des wagons lorsqu'ils roulent le long d'une voie inclinée. Les équipements sont  réglés en usine pour une vitesse spécifiée. Si la vitesse du wagon est inférieure à la vitesse réglée, l'appareil n'offre aucune résistance. Si la vitesse du wagon est égale ou supérieure à la vitesse réglée, une vanne interne est activée pour fournir une résistance à la roue, ralentissant ainsi la voiture. Cela permet aux voitures de rouler dans une plage de vitesses relativement étroite.

## Distinctions
En 1956, il est anobli pour ses services à l'industrie.
En 1961, il devient président de la "Worcester Old Elizabethans' Association". Il a également été président de la Royal Aeronautical Society, et reçoit la RAeS "British Gold Medal" en 1955. L'Université de Bath lui remet le titre de docteur à titre honorifique en 1966.
Il décède en 1975, sur l'Île de Man et, malgré le rachat de son entreprise par TI Groupe en 1992, son nom s'est transmis à Dowty Propellers, filiale de GE Aviation et jusqu'en 2016 à "Messier-Bugatti-Dowty" (renommée Safran Landing Systems) qui conçoit et produit toujours des trains d’atterrissage à Gloucester.

## Famille
Il épouse en premières noces Edith Dowty puis épouse Marguerite Anne Gowans en 1948. Elle décède en 2012.